# Sinan Ören (Leichtathlet)
Sinan Ören (* 10. Februar 1998 in Mersin) ist ein türkischer Sprinter und Hürdenläufer, der sich auf die 400-Meter-Distanz spezialisiert hat.

## Sportliche Laufbahn
Erste internationale Erfahrungen sammelte Sinan Ören im Jahr 2015, als er bei den Junioreneuropameisterschaften in Eskilstuna im 400-Meter-Hürdenlauf mit 56,94 s im Halbfinale ausschied und mit der türkischen 4-mal-400-Meter-Staffel mit 3:17,74 min den Finaleinzug verpasste. Im Jahr darauf schied er bei den U20-Weltmeisterschaften in Bydgoszcz mit 53,19 s in der ersten Runde über die Hürden aus und 2017 siegte er in 3:06,83 min bei den Islamic Solidarity Games in Baku mit der Staffel und stellte damit einen neuen Spielerekord auf. Anschließend wurde er bei den U20-Europameisterschaften in Grosseto in 50,84 s Vierter im Hürdenlauf. 2018 belegte er bei den U23-Mittelmeermeisterschaften in Jesolo in 51,68 s den siebten Platz und anschließend schied er bei den Mittelmeerspielen in Tarragona mit 51,59 s im Vorlauf aus und belegte im Staffelbewerb in 3:05,28 min den vierten Platz. Im Jahr darauf kam er bei den U23-Europameisterschaften in Gävle mit 52,44 s nicht über die erste Runde hinaus und verpasste auch mit der Staffel mit 3:09,66 min den Finaleinzug. Anschließend erreichte er bei den Balkan-Meisterschaften in Prawez nach 53,27 s Rang sechs. Bei den World Athletics Relays 2021 im polnischen Chorzów verpasste er mit 3:20,98 min den Finaleinzug in der Mixed-Staffel. Im Jahr darauf schied er bei den Mittelmeerspielen in Oran mit 47,10 s in der Vorrunde im 400-Meter-Lauf aus und gewann mit der Staffel in 3:04,55 min die Bronzemedaille hinter den Teams aus Algerien und Italien. Anschließend gewann er bei den Islamic Solidarity Games in Konya in 3:22,90 min die Bronzemedaille in der Mixed-Staffel hinter den Teams aus Bahrain und Marokko und kam im Vorlauf über 400 m Hürden nicht ins Ziel. 2024 wurde er bei den Balkan-Meisterschaften in Izmir in 47,64 s Zehnter über 400 Meter und gewann mit der Staffel in 3:08,10 min die Silbermedaille hinter dem ukrainischen Team.
2023 wurde Ören türkischer Meister im 400-Meter-Hürdenlauf.

## Persönliche Bestleistungen
- 300 Meter: 32,46 s, 18. Juli 2020 in Ankara (türkischer Rekord)
- 400 Meter: 46,13 s, 4. Juni 2022 in Erzurum
  - 400 Meter (Halle): 48,33 s, 3. Februar 2024 in Aubière
- 300 m Hürden: 34,93 s, 19. Juli 2020 in Ankara (nationale Bestleistung)
- 400 m Hürden: 50,18 s, 18. Juni 2022 in Tarare